# Astronomische Gesellschaft Katalog
El Astronomische Gesellschaft Katalog (abreviado AGK) es un catálogo estelar astrométrico.
La primera versión, denominada AGK1, contiene 5954 estrellas recopiladas en el curso de la campaña de observación del programa AGK1, llevada a cabo en el Observatorio Astronómico de Nikolayev (Ucrania) de 1876 a 1899, con el círculo de meridiano Reichenbach hecho en 1825. Las estrellas compiladas tiene magnitud entre 2,2 y 9,1, estando su declinación comprendida entre -2°10' y +1°10'. Catorce estrellas del Fundamental Katalog fueron incluidas en el catálogo, a saber: 0542, 1364, 1409, 3276, 3397, 3446, 3602, 3748, 5001, 5082, 5571, 5629, 5681, 5825.
La segunda versión, AGK2, fue comenzada en los años 1920 y publicada entre 1951 y 1958 a partir de datos fotográficos obtenidos por los Observatorios de Hamburgo y Bonn.
La tercera y última versión, llamada AGK3, fue comenzada en 1956 y publicada en 1975. Contiene 183.145 estrellas al norte de declinación -2,5°, en su mayor parte de la versión AGK2, pero está basado en estrellas de referencia medidas nuevamente, cuyas posiciones fueron reducidas al sistema FK4. Todos las placas fotográficas fueron tomadas en el Observatorio Bergedorf. Además de posición y movimiento propio, el catálogo contiene magnitudes, tipos espectrales, época de las observaciones, diferencia de época entre el AGK2 y AGK3, y números de catálogo Bonner Durchmusterung (BD).
En 1992 se publica una versión actualizada del Catálogo AGK3, denominada AGK3 U, con movimientos propios mejorados provenientes de la prospección Palomar 'Quick V'.
Las entradas del catálogo figuran como AG+DD NNNN o AG+DD NNNN.n, siendo DD la declinación en grados y NNNN un número para enumerar las estrellas con igual declinación.

## Ejemplos
- AG+51 1174 corresponde a Etamin (γ Draconis), estrella de magnitud 2,24 y la más brillante en la constelación del Dragón.
- AG+32 1840 corresponde a Ji Cygni (χ Cygni), estrella de tipo S y una de las variables Mira más conocidas.
- AG+25 779 corresponde a 37 Geminorum (37 Gem), enana amarilla cuyas características son muy semejantes a las del Sol.
- AG+20 2610 corresponde a HR 8799 (HD 218396), estrella blanca de la secuencia principal con tres planetas extrasolares.